# 茶园乡 (邛崃市)
茶园乡是中华人民共和国四川省成都市邛崃市曾经下辖的一个乡。2019年12月，撤消茶园乡，将原茶园乡所属行政区域划归桑园镇管辖。

## 行政区划
茶园乡撤销前下辖以下地区：
西禅社区、张坝社区、和乐村、凤仪村、周场村、箭道村和茶坝村。